# Silvia Dellai
Silvia Dellai (Trento, 10 luglio 1993) è un'attrice pornografica italiana.

## Biografia
È nata il 10 luglio 1993 a Trento, città alpina del Nord di Italia, ha vissuto da bambina a Villamontagna con la sorella gemella Eveline Dellai, anche lei attrice pornografica.
Inizialmente restia, ha cominciato la carriera da attrice pornografica spinta dalla sorella Eveline e insieme sono note come le Dellai Twins per le scene girate dalle due gemelle insieme.
Nel giro di pochi anni si sono affermate nel settore grazie anche all'aiuto di Rocco Siffredi e della sua Academy.
Nella sua carriera ha girato oltre 235 film, lavorando con case produttrici come Brazzers, Evil Angel, Legal Porno, Mofos, Private, Reality Kings.
Nel 2019 annuncia il ritiro dalle scene per dedicarsi alla carriera di dj ma l'anno successivo ritorna a lavorare nell'industria con la nuova serie "The Spanish Stallion" di Rocco Siffredi.
Silvia nel 2020 ha ricevuto la sua prima nomination agli AVN Awards per la categoria Best Foreign-Shot Group Sex Scene mentre l'anno successivo riceve la prima nomination agli XBIZ Europa Awards, questa volta per la categoria Best Sex Scene - Glamcore.

## Vita privata
A differenza della sorella, ha una passione per i tatuaggi: ha due stelle sopra il pube (una a sinistra e una a destra), delle ali d'angelo sulla schiena, un fiocco di nastro sopra il sedere, la locuzione "La vita è bella" sotto il seno sinistro, diversi disegni sul braccio destro e sull'avambraccio sinistro, la parola "Liberte" sulla clavicola destra, la scritta "Senza Limiti" sul fianco destro, un reggicalze sulla coscia destra e una lettera E sulla caviglia destra e una S sulla sinistra. Oltre alla carriera nell'industria pornografica, ha iniziato a fare la dj.

## Riconoscimenti
- AVN Awards
  - 2020 – Candidatura per Best Foreign-Shot Group Sex Scene per Rocco Siffredi Hard Academy 5... Goes Live con Joanna Bujoli, Eveline Dellai, Blue Angy, Eros, John Price, Montana, Lutro, Ivan Falco, Ste Axe e Adriano[8]

- XBIZ Europa Awards
  - 2021 – Candidatura per Best Sex Scene – Glamcore per Sea Sex & Sun con Eveline Dellai e Charlie Dean[9]

- Venus Awards
  - 2017 – Candidatura per Beste Darstellerin International

- Spank Bank Awards
  - 2020 – Candidatura per Princess of the Piledriver[12]

## Filmografia parziale
- Legal Porno SZ1005 (2015)
- Legal Porno SZ1008 (2015)
- Legal Porno SZ1018 (2015)
- Legal Porno SZ1168 (2015)
- Back To Reality (2016)
- Czech VR 53 (2016)
- Dellai Twins Casting (2016)
- Deux vraies soeurs jumelles (2016)
- Fitness Babe Swallows Everything (2016)
- Legal Porno IV023 (2016)
- Private Gold 203: Yoga Is the New Sexy (2016)
- Czech VR Fetish 91 (2017)
- Fit Babe Fucks Outside (2017)
- Legal Porno IV099 (2017)
- Legal Porno SZ1711 (2017)
- Private Gold 211: Babysitting Twin Sisters (2017)
- Rocco: Sex Analyst 2 (2017)
- Teenmegaworld Network Present Eveline Dellai Silvia Dellai (2017)
- Anal Training With Brittany Bardot (2018)
- Anal Training With Silvia Dellai (2018)
- Behind The Scenes: Silvia Dellai Shooting Memories (2018)
- Dellai Twins Try Fucking Machine (2018)
- Glamour Dolls 9 (2018)
- German Scout Real Twins (2018)
- Hot 'n Heavy DPs (2018)
- Legal Porno SZ1758 (2018)
- Rocco Siffredi Hard Academy 4 (2018)
- Rocco Siffredi Hard Academy 5 (2018)
- Silvia's Anal Fuck Cums w Foot Fetish (2018)
- Silvia's Double Penetration Threesome (2018)
- Submission Cellar (2018)
- Top Notch Anal Beauties (2018)
- Anal Encounters 3 (2019)
- Endlich Wieder Sperma Schlucken (2019)
- Girl Knows 13323 (2019)
- Kinky Chess Cuties (2019)
- Legal Porno GIO1158 (2019)
- Legal Porno IV347 (2019)
- Private Specials 262: Extreme Belles (2019)
- Silvia Dellai and Brittany Bardot Foot Play (2019)
- Better Than Bellas (2020)
- Girl in the Swimming Pool (2020)
- Legal Porno BTG041 (2020)
- Legal Porno GIO1644 (2020)
- Private Gold 243: Fuck and Breakfast (2020)
- Sea, Sex and Sun (2020)
- Tits Out Pants Down (2020)
- Yes This Is Real: Double Twin Swap (2020)
- Boy Toy Sharing (2021)
- Cut It Out (2021)
- Eveline Dellai Silvia Dellai: Twins (2021)
- Horny Twins Get Naughty with The Handyman (2021)
- Legal Porno 174861 (2021)
- Legal Porno SZ2601 (2021)
- Legal Porno XF014 (2021)
- Love Finally (2021)
- Naughty Anal Lovers (2021)
- Naughty Hide And Seek (2021)
- Resident Evil Village: Dimitrescu Daughters a XXX Parody (2021)
- Rhythm and Passion (2021)
- Rock Paper Scissors 2 (2021)
- Secret DP Affair (2021)
- Silvia Dellai 1 - Bukkake - Behind the Scenes (2021)
- Silvia Dellai 1 - Bukkake - First Camera (2021)
- Silvia Dellai 1 - Bukkake - Second Camera (2021)
- Silvia Dellai 1 - Interview Before Bukkake (2021)
- Silvia Dellai 2 - Bukkake - First Camera (2021)
- Silvia Dellai 2 - Bukkake - Second Camera (2021)
- Silvia Dellai 2 - Bukkake Behind the Scenes (2021)
- Silvia Dellai 2 - Intervie Before Bukkake (2021)
- Sister Mixup (2021)
- Spanish Stallion: Field of Sluts (2021)
- Legal Porno GIO2003 (2022)
- Legal Porno GIO2031 (2022)
- Legal Porno GIO2031 (II) (2022)
- Legal Porno GIO2032 (2022)
- Legal Porno GIO2032 (II) (2022)
- Legal Porno SZ2798 (2022)
- Legal Porno XF083 (2022)
- PornWorld GP2195 (2022)
- Spanish Stallion: Martina Smeraldi The Italian Nympho (2022)